# Doloncs
Els doloncs o dolonques (en llatí doloncae o dolonci, en grec antic Δόλογκοι)) eren una tribu tràcia, que segons sembla formava part del grup dels bitinis, diu Plini el Vell.